# Jens Oberheide

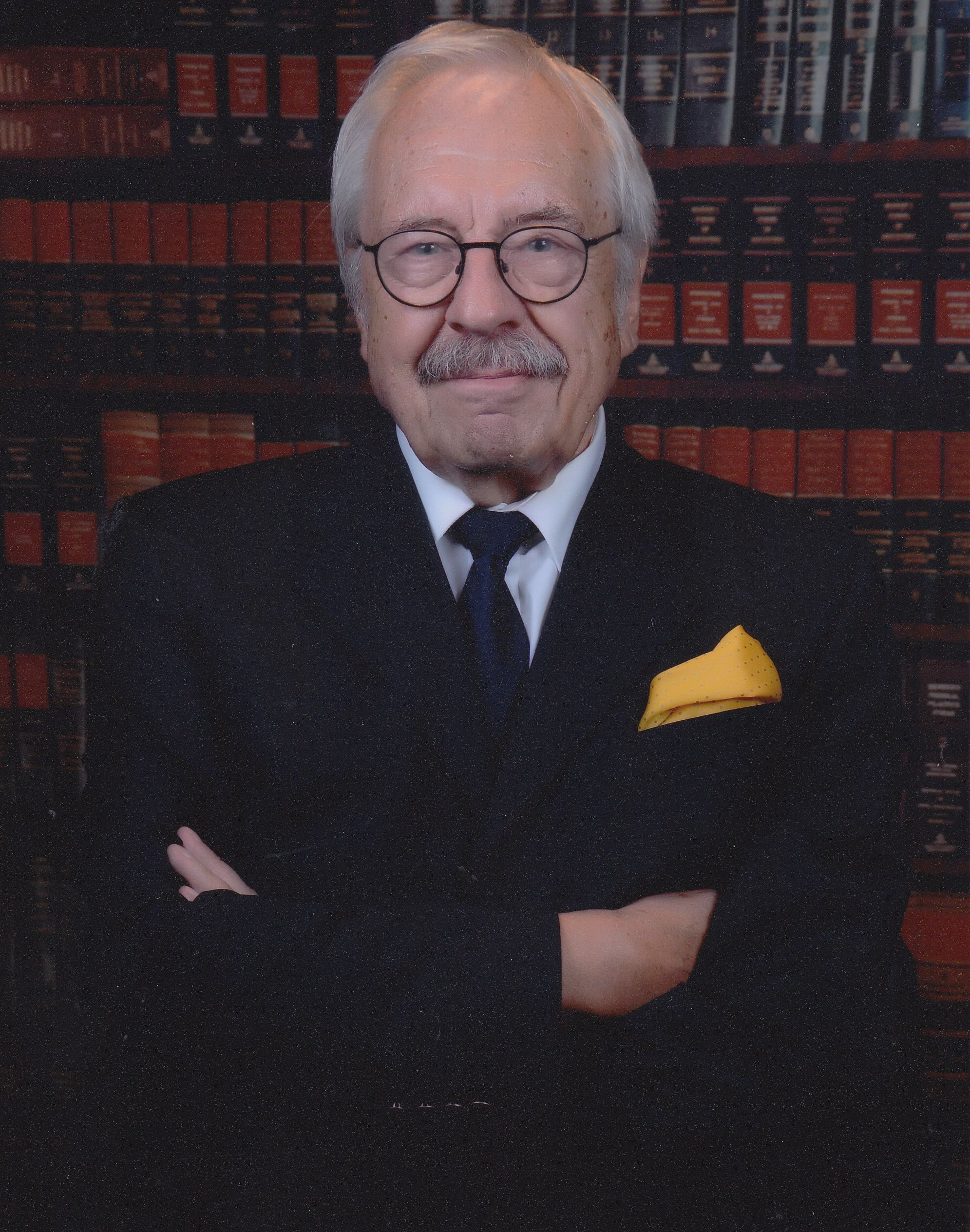
Jens Oberheide

Jens Oberheide (* 11. Juni 1940 in Hannover) ist ein deutscher Autor und ehemaliger Großmeister (Vorsitzender) der Großloge der Alten Freien und Angenommenen Maurer von Deutschland.

## Leben und Wirken
Oberheide war zunächst als Außendienstmitarbeiter für einige Firmen tätig. Anschließend arbeitete er freischaffend im Bereich Druck, Grafik, Werbung, Verpackung. Von 1973 bis 1980 war er im Firmenverbund Kopp PR und Verlags KG in Langenhagen (Werbeagentur, Marketinggesellschaft, Verlag) tätig, wo er zum Creative Director, Prokuristen und stellvertretenden Geschäftsführer aufstieg. 1977 erschien bei Kopp sein erstes Buch Mutter Erde. 1975 wurde er im Verlag Kopp Public in Langenhagen verantwortlicher Redakteur der Freimaurer-Zeitschrift Humanität, die er für wechselnde Verlage 16 Jahre als Redakteur und Grafiker und 24 Jahre als Herausgeber betreute.
Oberheide widmete sich ab 1980 freischaffend dem Schreiben und Gestalten und arbeitete als Redakteur, Schriftsteller und Zeitschriftenmacher. In Zusammenarbeit mit der Akademischen Verlagsanstalt in Graz erschien 1983 sein Buch Logengläser. Seine gemeinsam mit Rolf Appel herausgegebene Dichter-Anthologie Weisheit, Stärke, Schönheit wurde an Goethes 250. Geburtstag 1999 mit dem Goethe Verlagspreis für Philosophie an die Akademische Verlagsanstalt Graz ausgezeichnet.
Zeitweise wirkte er beim französischen Konzern Thomson als Konzernsprecher, teilweise mit weiteren Verantwortungen.
1989 verantwortete er als Pressesprecher für das europäische Forschungsprojekt EUREKA EU 95 die Öffentlichkeitsarbeit zur Einführung des hochauflösenden Fernsehens HDTV.
Oberheide ist seit 1964 Freimaurer und engagierte sich in verschiedenen freimaurerischen Institutionen für Kunst, Kultur und Kommunikation, bekleidete mehrere Ämter und war von 2002 bis 2010 Großmeister (Bundesvorsitzender) der Großloge der Alten Freien und Angenommenen Maurer von Deutschland.
Im Jahr 2015 hielt Oberheide die Laudatio anlässlich der Verleihung des Gustav-Stresemann-Preises der Großloge an Altbundeskanzler Helmut Schmidt.
Vom Vorstand des Deutschen Freimaurer-Museums und vom Vorsitz der Künstlergemeinschaft Pegasus trat er 2015 im Alter von 75 Jahren zurück.

## Veröffentlichungen

### Bücher (Auswahl)
- Logengläser. Akademische Verlagsanstalt Graz, 1983, ISBN 978-3-201-01222-5.
- Kunst und Kommerz – Der Brückenschlag des Otmar Alt. In: Volker Kapp (Hrsg.): Otmar Alt – ein Künstler in seiner Zeit. Verlag artcolor, Hamm 1988, ISBN 3-89261-306-0.
- Lebendiges Linden. Mit Fotografien von Ingolf Heinemann. Verlag Artforum, Hannover 1993, ISBN 3-928314-00-9.
- mit Ernst Strassner: Karl Heinz Leidreiter. Goslar. Zum 70. Geburtstag von Karl Heinz Leidreiter. Hrsg. und Verlag: Museum der Stadt Goslar, 1987.
- mit Rolf Appel: Was ist Freimaurerei? 7. überarb. Auflage, Bauhütten-Verlag, Münster 1985, ISBN 3-87050-166-9.
- als Hrsg. mit Rolf Appel: Freiheit, Gleichheit, Brüderlichkeit. Deutschsprachige Dichter und Denker zur Freimaurerei. Akademische Verlagsanstalt, Graz 1986, ISBN 3-201-01331-5.
- Alois Janak: Gouachen und Farbradierungen. Text von Jens Oberheide. Edition Schnake, Münster 1994, ISBN 3-89261-338-9.
- als Hrsg. mit Rolf Appel: Weisheit, Schönheit, Stärke. Deutschsprachige Dichter und Denker des 20. Jahrhunderts zur Freimaurerei. Akademische Verlagsanstalt, Graz 1998, ISBN 3-201-01705-1.
- mit Otmar Alt: Zirkel, Mensch und Winkelmaß. Seh- und Denkbilder aus der Symbolwelt der Freimaurer. DFM Verlag, Bayreuth 2009, ISBN 978-3-941720-02-2.
- Dreimal Drei in Dur und Moll. Musiker, Freimaurer, Brüder in Apoll. DFM Verlag, Bayreuth 2009, ISBN 978-3-941720-01-5.
- Freimaurerei. Ein Lebensstil. Salier Verlag, Leipzig 2013, ISBN 978-3-939611-92-9.
- Lortzings Jubel-Kantate. Die Geschichte einer verloren geglaubten Partitur. Salier Verlag, Leipzig 2014, ISBN 978-3-943539-28-8.
- Reden über die Welt – Nachdenken über die Menschen. Begegnungen zwischen Zeitgeist, Winkelmaß und Zirkel. Salier Verlag, Leipzig 2015, ISBN 978-3-943539-54-7.
- Schröders Geist und Mozarts Noten. Ein musikalisch-masonisches Netzwerk. Salier Verlag, Leipzig 2016, ISBN 978-3-943539-64-6.
- Freier Geist und Rauer Stein. Heinrich Heine, Querdenker – Sinnsucher – Freimaurer. Salier Verlag, Leipzig 2018, ISBN 978-3-943539-98-1.
- Menschliches Maß und Königliche Kunst. Johann Gottfried Schadow – Künstler, Menschenfreund, Freimaurer. Salier Verlag, Leipzig 2021, ISBN 978-3-96285-042-5.

### Bühnenstücke / Bühnenprogramme
- Als Autor: „Mein lieber Moses...“ oder: „Laut denken mit dem Freunde“. Kammerspiel um fiktive Schachplaudereien zwischen Lessing und Mendelssohn. Salier Verlag, Leipzig 2012, ISBN 978-3-939611-83-7, Uraufführung Anhaltisches Theater/Bauhaus-Bühne, Dessau.
- Als Initiator: Lebens-Lust und Lessing-Lieder. Klassisch und modern mit Kompositionen von Thomas Bierling.[13] 2013. Uraufführung Kulturzentrum Martinskirche, Hoya / Münchner Lustspielhaus.
- Konzept und Arrangement: Von der Liebe, vom Wein und vom Geist des Wassers. Text-Musik-Collage, Liebes-Lied und Lyrik, Musik von Franz Schubert 2015. Uraufführung Quaet Faslem Haus, Nienburg
- als Hrsg. und Bearbeiter: Friedrich Ludwig Schröder: Die Freimaurer. Ein Lustspiel in drei Aufzügen (1784). Salier-Verlag, Leipzig 2016, ISBN 978-3-943539-66-0.
- Konzept und Dramaturgie: Bauhütten-Sonate. Symbolspielerische Revue vom Bauen und Denken (Konzeption und Dramaturgie), Komposition Thomas Bierling, 2019 (Uraufführung Kornhaus Dessau/Notenbank Weimar)

### Schulfunk
- Religionen der Welt – Welt der Religionen. Printexemplare: Schulfunk – unsere Welt aktuell. Verlag Ehrlich & Sohn, Lübeck 1984.

## Auszeichnungen (Auswahl)
- Matthias-Claudius-Medaille – verdient um die Schönen Künste[9]